# Rozalén
Rozalén, pseudonimo di María de los Ángeles Rozalén Ortuño (Albacete, 12 giugno 1986), è una cantautrice, chitarrista e scrittrice spagnola.

## Biografia
Cresciuta a Letur, studiò nell'Università de Murcia con un master di musicoterapia.
Collabora con associazioni come Plan Internacional,AECC o Fundación Vicente Ferrer.

## Discografia
- Con derecho a…, 2013
- Quién me ha visto... , 2015
- Cuando el río suena... , 2017

### Singles
- 80 veces, 2013
- Comiéndote a besos, 2013
- Saltan chispas, 2014
- Vuelves, 2015
- Ahora, 2015
- Será mejor, 2016
- Girasoles, 2017
- La puerta violeta, 2017
- Antes de verte, 2018

## Libri
- Cerrando puntos suspensivos, 2018